# ファントリド
ファントリド（英: Phantolide）は、化学式C17H24Oで表される、多環状合成ムスクの一つである。1900年代前半から研究が行われ、ニトロ基を持たない初の合成ムスクとして製品化された。ファントリドの名称は、Polack's Frutal社の商標である。

## 用途
大環状ムスクと同様の、動物臭を思わせる強い香りと保留性を持ち、アルカリや光に安定する特徴から、石鹸や化粧品向けの比較的低価格の香料として使用される。ヨノンやサンダルウッドの香りとの調和が良好である。通常は立体異性体の混合物の結晶として市販されるが、ペースト状の製品もある。光毒性を示すため、日光に当たる皮膚に使用する際は5%以下での調合が望ましい。

## 合成
p-シメンと、硫酸を触媒として2-メチル-2-ブタノール、または酢酸と硫酸を触媒として2-メチル-2-ブテンのいずれかからメチルインダンを得て、これを塩化アセチルでアセチル化することにより合成される。